# Arley Ibargüen
Arley Ibargüen (ur. 17 października 1982) – kolumbijski lekkoatleta specjalizujący się w rzucie oszczepem.
Brązowy medalista młodzieżowych mistrzostw Ameryki Południowej z 2004 roku. W 2009 roku zdobył tytuł mistrza Ameryki Południowej oraz brąz mistrzostw Ameryki Środkowej i Karaibów. Reprezentując Amerykę zajął siódme miejsce w pucharze interkontynentalnym (Split 2010). W 2011 obronił tytuł mistrza Ameryki Południowej oraz zdobył srebro mistrzostw Ameryki Środkowej oraz Karaibów. W 2013 sięgnął po srebro mistrzostw Ameryki Południowej. Złoty medalista czempionatu ibero-amerykańskiego (2016).
Rekord życiowy: 81,23 (23 kwietnia 2016, Medellín). Wynik ten jest rekordem Kolumbii oraz jednocześnie 2. wynikiem w historii rzutu oszczepem na kontynencie południowoamerykańskim.